# Koto Dalam
Koto Dalam is een bestuurslaag in het regentschap Padang Pariaman van de provincie West-Sumatra, Indonesië. Koto Dalam telt 3709 inwoners (volkstelling 2010).